# Dunedin sound
Le Dunedin sound est un genre d'indie pop lancé au début des années 1980 en Nouvelle-Zélande dans la ville universitaire de Dunedin.

## Influences
Les origines du Dunedin sound peuvent être retracées à l'émergence du punk rock en Nouvelle-Zélande à la fin des années 1970. Isolés de la scène punk du pays à Auckland influencée par des groupes comme le groupe britannique Buzzcocks, des groupes originaires de Dunedin comme The Enemy développent un son plus inspiré de groupes comme The Velvet Underground et The Stooges. Elle est complétée par des chansons axées jangle pop, psychédélique de groupes des années 1960 comme The Beatles et The Byrds, et un mélange des deux se développent dans le style qui sera connu sous le nom de Dunedin sound.
Le label néo-zélandais Flying Nun Records s'oriente Dunedin sound, et publie des chansons significatives comme Tally Ho des Clean et la compilation Dunedin Double EP, auquel le terme est attribué. La plupart des artistes se popularisent parmi les fans de « college music ». En juillet 2009, le magazine Uncut explique qu'« avant le remplacement du flexidisc par le format .mp3, les trois axes de l'underground indie-pop international étaient Olympia aux États-Unis, Glasgow au Royaume-Uni, et Dunedin en Nouvelle-Zélande. »
Pavement, R.E.M., et Mudhoney déclarent s'être inspirés de groupes de Dunedin sound et de groupes et musiciens internationaux comme Superchunk, Barbara Manning et Cat Power. Un album dédié à Chris Knox publié en 1988 comprend des chansons du genre par Will Oldham, The Mountain Goats, Yo La Tengo, Lou Barlow, A. C. Newman, Stephin Merritt, Jay Reatard et Lambchop.